# Joseph Wilhelm von Eminger
Joseph Wilhelm Freiherr von Eminger (* 18. März 1801 in Znaim; † 4. August 1858 in Wien) war ein österreichischer Politiker.

## Leben
Als Sohn eines Magistratsbeamten geboren, studierte Eminger nach dem Besuch eines Wiener Gymnasiums Rechtswissenschaften in Wien, wo er 1819 dem Burschenschaftlichen Kreis angehörte. 1825 wurde er zum Dr. iur. promoviert. Er ging in den Staatsdienst und wurde 1830 Fiskaladjunkt, 1833 galizischer Gubernial- und Präsidialsekretär, 1837 galizischer Gubernialrat und 1847 Hofrat. 1848 wurde er Leiter des Mährisch-Schlesischen Guberniums und 1849 Statthalter des Erzherzogtums Österreich unter der Enns. 1854 wurde er Geheimer Rat und 1856 Freiherr.